# Idaea nitescens
Idaea nitescens là một loài bướm đêm trong họ Geometridae.